# (34220) Pelagiamajoni
2000 QO84 (asteroide 34220) é um asteroide da cintura principal. Possui uma excentricidade de 0.16922730 e uma inclinação de 6.42351º.
Este asteroide foi descoberto no dia 25 de agosto de 2000 por LINEAR em Socorro.